# Lagan (fiume irlandese)
Il Lagan (in gaelico Abhainn an Lagáin, che significa "fiume del basso distretto") è un importante fiume dell'Irlanda del Nord che scorre per 86 km dalle montagne della Slieve Croob (contea di Down) a Belfast, dove sfocia nel Belfast Lough. Il Lagan segna la maggior parte del confine tra la contea di Down e quella di Antrim. Il fiume bagna circa 609 chilometri quadrati di area agricola ed ha un importante affluente, il Ravernet, oltre ad una serie di tributari minori tra cui si annoverano il Farset, il Blackstaff e il Carryduff. La qualità dell'acqua è generalmente buona, a parte per piccoli tratti caratterizzati da problemi specifici o dall'afflusso del materiale di scarico delle fattorie.

## Il Lagan a Belfast
Il nome Belfast deriva dal gaelico Béal Feirste, o foce del Farset, il fiume attorno a cui fu costruita la città e che è anche un affluente del Lagan. Inizialmente era proprio il Farset ad essere giudicato come il fiume più importante per bacino e portata della zona, fino ad analisi più obiettive che hanno smentito questa tesi. Il fiume a Belfast è molto apprezzato da club di rematori e molte gare si tengono proprio sul suo corso. Per migliorare la qualità della navigabilità in città si sono tenuti intensi lavori di drenaggio tra il settembre 2010 e la primavera 2011.

## La navigazione del fiume
Nel tardo XIX secolo è stato costruito un canale navigabile dal Lough Neagh alla città di Belfast che sfruttava parte del Lagan. Verso la metà del XX secolo il canale cadde in disuso e iniziò ad essere soggetto ad un degrado non trascurabile. Il tratto in questione è stato ristrutturato di recente e anche l'alaggio tra Lisburn e Belfast è stato completamente ristrutturato.

## Pesca e fauna
Il salmone atlantico si è estinto nel fiume tra il 1750 e il 1800, nel periodo di massima crescita a livello popolazione e industrializzazione nella zona. L'ultima presenza registrata di un branco di salmoni nel fiume risale al 1744. Dal 1950 al 1990 la qualità dell'acqua del fiume migliorò notevolmente per tre motivi: la chiusura della navigazione del canale, il miglioramento dei canali di scolo e la deviazione degli affluenti industriali all'interno della rete fognaria. Negli anni 70 del XX secolo non c'era traccia di pesci nel tratto del fiume all'interno della città di Belfast. La trota, così come molte altre specie di pesci, è rimasta presente nei fiumi, anche se limitatamente alle zone più alte dello stesso. I miglioramenti già citati hanno riportato i salmoni nella zona a partire dal 1993.

## Nella cultura di massa
La ballata irlandese Down By the Laganside, cantata in una delle sue versioni più famose da Tommy Sands ed interpretata anche dagli Irish Rovers, è ambientata lungo il Lagan.